# Orange Is the New Yellow
Orange Is the New Yellow, llamado El anaranjado es el nuevo amarillo en Hispanoamérica y Naranja es el nuevo amarillo en España, es un episodio perteneciente a la vigesimoséptima temporada de la serie animada Los Simpson, fue emitido originalmente el 22 de mayo de 2016 en EE.UU. El episodio fue escrito por Eric Horsted y dirigido por Chris Clements.

## Sinopsis
Homer se prepara para salir de su oficina un viernes por la tarde, previo haberle dicho a Marge estar en casa para la cena. No obstante, el Sr. Burns le pide que lo ayude a arreglar una fuga de gas con un cartel de "seguridad ante todo", y para medir su nivel con una plomada (un procedimiento que toma horas para hacer).
En casa, Marge está teniendo problemas en el cuidado de los niños. Ella está tratando de ayudar a Lisa con un proyecto de la escuela (vistiéndola como un caballito de mar macho) y alimentar al mismo tiempo a Maggie. Sin embargo, Maggie de malcriada derrama su alimento por toda la habitación. Bart se ofrece para ayudar a limpiar el desorden, pero termina causando aún más desastres dejando derramar al suelo muchos productos químicos de limpieza. Frustrada, Marge le pide que vaya a jugar afuera. Bart va al parque de Springfield; donde la madre de Martin, Martha, se da cuenta de que ha llegado a ese lugar sin compañía de un adulto y llama a la policía (911). Los policías llevan de vuelta a casa Bart (atropellando, al llegar, a Flanders) y de paso detienen a Marge por descuidar a su hijo justo al mismo momento en que Homer llega de la planta y presencia los hechos.
Condenan a Marge a tres meses en la prisión de mujeres de Springfield. Sin embargo, se da cuenta de que podía utilizar el tiempo para tomar un descanso del estrés de ser un ama de casa. Mientras tanto, Homer está teniendo problemas para el cuidado de los niños, pero algunos residentes de Springfield (especialmente Ned)se dan cuenta de que está pasando por una etapa difícil y deciden ayudarlo.
De vuelta en la cárcel, Marge logra encajar bien. Ella usa su pelo como un arma contra los agresores hacerse amiga de muchas presidiarias, pero Homer contrata al azul-cabelludo abogado que descubre que Marge no podía ser detenida por un tecnicismo (alegando que Bart no es hijo legítimo de ellos) y ella así lograría la libertad. Sin embargo, Marge, no está aún lista para volver a todas las responsabilidades de ser un ama de casa, se dispara el arma de un guardia y gana dos meses más en el interior.
Homero, deprimido ante la renuencia de Marge para volver a casa, promete convertirse en la perfecta ama de casa por causa de ella, imaginando un escenario blanco y negro en el que está vestido como una mujer y Marge en un juego de ir a su trabajo. Mientras tanto, otros padres toman la posición de Marge como una advertencia, y se deciden a sobreproteger a sus hijos a la punta de cada uno turnándose para llevarlos a todos a dar un paseo con correa. Cuando el turno de Homer a caminar le va mal, los niños tienen ya suficiente con la excesiva sobreprotección de sus padres y deciden colarse en el parque de diversiones por sí mismos (usando como coartada el hacerle creer a sus padres que estaban en una sesión de fútbol soccer con Willie). Su diversión es arruinada por un tornado, que los arrastra hacia un árbol. Mientras tanto, Marge se da cuenta de que ella también extraña a su familia cuando todo empieza a recordarle de ellos, y en su dolor, accidentalmente causa una fuga de la prisión. En el medio del caos, se encuentra con Homer encubierto como un guardia de la prisión para ayudarla a escapar con seguridad. Se las arreglan para volver a casa, donde Bart y Lisa se vuelven excesivamente unidos a ella. La familia entera, incluyendo al abuelo, se abrazan en el interior del armario.
En la escena final, un clip similar al escenario de Homero se muestra con los niños un poco mayores y Marge tener en secreto un romance con Ned.